# 超浦寺
超浦寺，位于西藏自治区日喀则地区萨迦县，是一座藏传佛教超浦噶举派寺院，也是超浦噶举派的祖寺。

## 简介
超浦寺位于萨迦县驻地以北，吉定乡东北7公里的夏布曲河东岸的峡谷中。该寺坐落在超浦山东半坡上，面对甘丹山，其东为色超浦山，海拔4050米。
超浦寺，又译“绰浦寺”。全称“超浦降钦却第寺”。该寺占地面积4800平方米，由超浦译师楚程喜饶于1212年创建，是超浦噶举派的主要道场。超浦噶举派由帕木竹巴·多吉杰布（1110年－1170年）的弟子超浦仁波切贾察（1118年－1195年）和衮丹（1148年－1217年）弟兄传出。超浦·楚程喜饶（1173年－1225年）是超浦噶举创始人仁波切贾察和衮丹的侄子，超浦噶举派翻译家。其父名觉澎，母名色莫赛协。他6岁学习藏文读写，8岁时叔父学习。10岁由贾察和衮丹做亲教师兼轨师，为他授沙弥戒，取法名“楚程喜饶”。11岁跟随藏巴师闻习《量决定论》。12岁参加索南孜摩（萨迦第二祖）圆寂后的法会。16岁拜藏噶瓦为师，闻习很多教法。17岁在孜敦更桑（普贤）师前学习金刚界等荼罗501种以及其传统教法。19岁在章赞香从温波香学习翻译，成为翻译大师；同年，由贾察担任亲教师，受比丘戒；后唑藏纳学习两年《律经》。21岁从衮丹听受《毗沙门随赐灌顶》，从贾察学得不同传规的136种教授，及13种有缘教法。23岁到尼泊尔拜班钦·释迦室利为师，学习显密教法，并且学习梵文。后来他先后迎请印度大德米多罗佐格、释迦室利、佛陀室利等人来藏传法，弘传戒律，他还兴建超浦寺，塑大弥勒佛像（高八十肘）。晚年他翻译的佛典非常多，还著有《超浦大勇者生起仪轨》。圆寂时，享年53岁。
楚程喜饶之后，其哲嗣分别有喇钦·索旺（福自在）、森巴钦布（大菩萨）、森巴子羊孜瓦·仁钦僧格（宝狮子）、仁钦弟子布敦大师（1290年－1364年），布敦又传出夏鲁派（以夏鲁寺为主寺）。超浦寺因超浦· 楚程喜饶的活动而名声鹊起，一度盛行讲听大经论的风尚。
超浦寺堪布主持该寺，任期三年。“翁则”负责领经，可连任。“格贵”纠察寺规，任期一年。“吉萨”（管家）3人，任期三年。该寺鼎盛时期，有僧人一千余人。1959年民主改革前，有僧人30多人、谿卡3座、牛羊200头（只）、土地150亩。
文化大革命时，该寺被毁。1986年后开始重建，到21世纪初已新建小殿1座，僧舍7间。小殿门朝北，由前廊、佛殿两部分组成，佛殿面阔6.2米，进深6米，面积37.2平方米，内有4柱，带有转经回廊，供奉新塑的强巴佛、超浦译师、莲花生泥塑等身像。21世纪初，寺内有喇嘛4人，正常宗教活动已恢复。

## 建筑
超浦寺被毁前的主要建筑有：
- 大殿：超浦寺最早的建筑，坐西朝东，由前廊、经堂、佛殿三部分组成。
  - 前廊：高二层，面积4柱，廊壁有彩绘六趣图（即六道轮回图）、四长寿图、四大天王像。
  - 经堂：高二层，内有柱80根99间，其中4长柱承托起了天窗；四壁彩绘金刚持、十六罗汉、米珠巴（与释迦牟尼佛相同，仅以右手持金刚杵而相区别）13尊、80大德胜等等。
  - 佛殿：位于大殿后侧，高九层，约30多米。佛殿面积16柱，其中8柱直达殿顶，以通风采光，另外建有观腹、观面殿；佛殿内主供合金质的强巴佛像，高大约30米，是班钦·释迦室利塑造，造型精美。主尊左右供奉着释边牟尼合金像，南北两侧是八大随佛弟子合金像，高大约1.8米；贴着墙壁有高大的经书架，藏有《甘珠尔》、《丹珠尔》、《般若经》各一套，以金汁、银汁书写；壁画是无量寿佛、度母、尊胜佛母等等。经堂和佛殿的壁画都是尼泊尔画师绘制。
  - 护法神殿：位于大殿底层北侧，面向南，面积4柱，主供四臂依怙与吉祥天女泥塑像，高1.5米。壁画是四臂依怙、吉祥天女、金刚持，财神等护法神像，据传说为超浦译师用自己的鼻血绘制。殿内挂有刀、剑、矛、弓、箭、盔甲以及熊、虎豹、狼等兽皮。
  - 喇嘛拉康：位于大殿内第二层东侧，面向西，面积12柱。喇嘛拉康内主供金刚持、德罗那罗、玛尔巴、米拉日巴等噶举派祖师泥塑等身像；此外还供奉释迦牟尼佛、十一面观音、四臂观音合金质等身像；另外还供奉2座鎏金质灵塔，高1.7米。[1]
- 释迦佛殿：位于大殿西侧。门向东，高二层，面积4柱，主供释迦牟尼佛和度母合金等身像，左右供奉小宗造像两百多尊，为合金鎏金铜质。壁画为十六罗汉像。第二层设有一护法神殿，主供先巴奔敦泥塑像，高1.4米，是该寺的主要护法神。[1]
- 护法神殿：位于大殿东侧。门向西，高一层，面积4柱，主供白嘎桑布泥塑等身像，是桑耶寺的护法神；壁画也是白嘎桑布及其下属神像。[1]
- 超浦佛塔：距离超浦寺450米处为超浦佛塔，全称“贡崩通追琼布塔”（意即“十万佛塔”），是早期藏传佛教最大的佛塔之一。该塔始建于13世纪初，由超浦·楚程喜饶兴建。文化大革命中，该塔遭严重破坏。该塔原高6层，已成为废墟。6层是圆锥形塔刹，外侧为转经廊，3层以下呈坛城形制，四面八角，上开许多佛龛。该塔为土石结构，层铺红隐地砖。可以从底层攀登到顶。[1]